# Bramus lutescens
Ellobius lutescens (Сліпушок гірський або Сліпушок закавказький) - гризун роду сліпушок (Ellobius) з родини щурових (Arvicolidae).

## Поширення
Країни поширення: Вірменія, Азербайджан, Іран, Ірак, Туреччина. Найбільш поширений в гірських луках і степах від 700 до 2500 м. Також знайдений в піщаних напівпустелях в передгір'ях.

## Звички
Екологія аналогічно з Ellobius talpinus. Колоніальний, підземний, з'являється на землі тільки тоді, коли ґрунт викидає з нір. Харчується переважно підземними частинами рослин.

## Загрози та охорона
Немає серйозних загроз. Немає записів з охоронних територій в Туреччині. Зустрічаються в охоронних районах у Вірменії.